# Centro histórico de Salvador de Bahía
El Centro histórico de Salvador de Bahía comprende el casco histórico de Salvador de Bahía, capital del estado brasileño de Bahía, compuesto por calles y monumentos arquitectónicos de la época del Brasil colonial.

## Descripción
El centro histórico de Salvador es un conjunto de barrios ubicado en Salvador, que comprende gran parte del área histórica de la ciudad. Su conjunto arquitectónico, paisajístico y urbanístico fue muy influenciado por la colonización portuguesa, incluso contiene uno de los más importantes ejemplares de puerto lusitano. Salvador está dividido en ciudad alta y baja, la parte alta está mejor conservada y tiene características más administrativas y de carácter residencial, mientras la ciudad baja tiene actividades comerciales, y ya perdió mucho de sus características originales. El paisaje de esta área está mayoritariamente formado por edificios de los séculos XVI a XIX, entre ellos se destacan conjuntos monumentales de arquitectura religiosa civil y militar.
Entre 1938 y 1945 el Instituto do Patrimônio Histórico e Artístico Nacional (IPHAN), promovió el derrocamiento varios edificios aislados, que no fue suficiente para impedir la degradación del centro, que se acentuó especialmente después de 1960. Sólo en 1984 el IPHAN promovió el derrocamiento de una gran zona de 80 hectáreas, necesarias para que la UNESCO declarase este lugar Patrimonio de la Humanidad en 1985. En 1991 se inició un proyecto para restaurar el centro histórico, sobre todo el Pelourinho, en busca de su reestructuración y revitalización urbana, degradada por la modernización y la transferencia de las actividades económicas hacia otras áreas de la ciudad. En la actualidad, el centro histórico es un importante punto turístico en Salvador. 
Salvador tuvo gran importancia en el proceso de colonización portuguesa, y su puerto fue un gran centro de llegada y salida de africanos esclavizados, entonces también queda muy evidente la influencia de la población negra y de la esclavitud en la ciudad.
Uno de los barrios más conocidos de la ciudad de Salvador es el “Pelourinho”. Muchas veces turistas y hasta brasileños confunden este barrio con el próprio centro histórico, pero es un equívoco, en la realidad este es solo uno de los barrios que hace parte del centro histórico. Tiene un gran conjunto arquitectónico del período colonial que está muy bien preservado. La región se localiza entre las calles “Terreiro de Jesús” hasta el “Largo do Pelourinho”. También fue uno de los sitios que más presenciaron violencia a los esclavos en salvador, e incluso en término “Pelourinho” significa una columna de piedra dónde esclavos y criminales eran castigados públicamente. Hoy en día, el mayor problema para la región es la criminalidad, que perjudica el desarrollo de actividades turísticas en el local. 

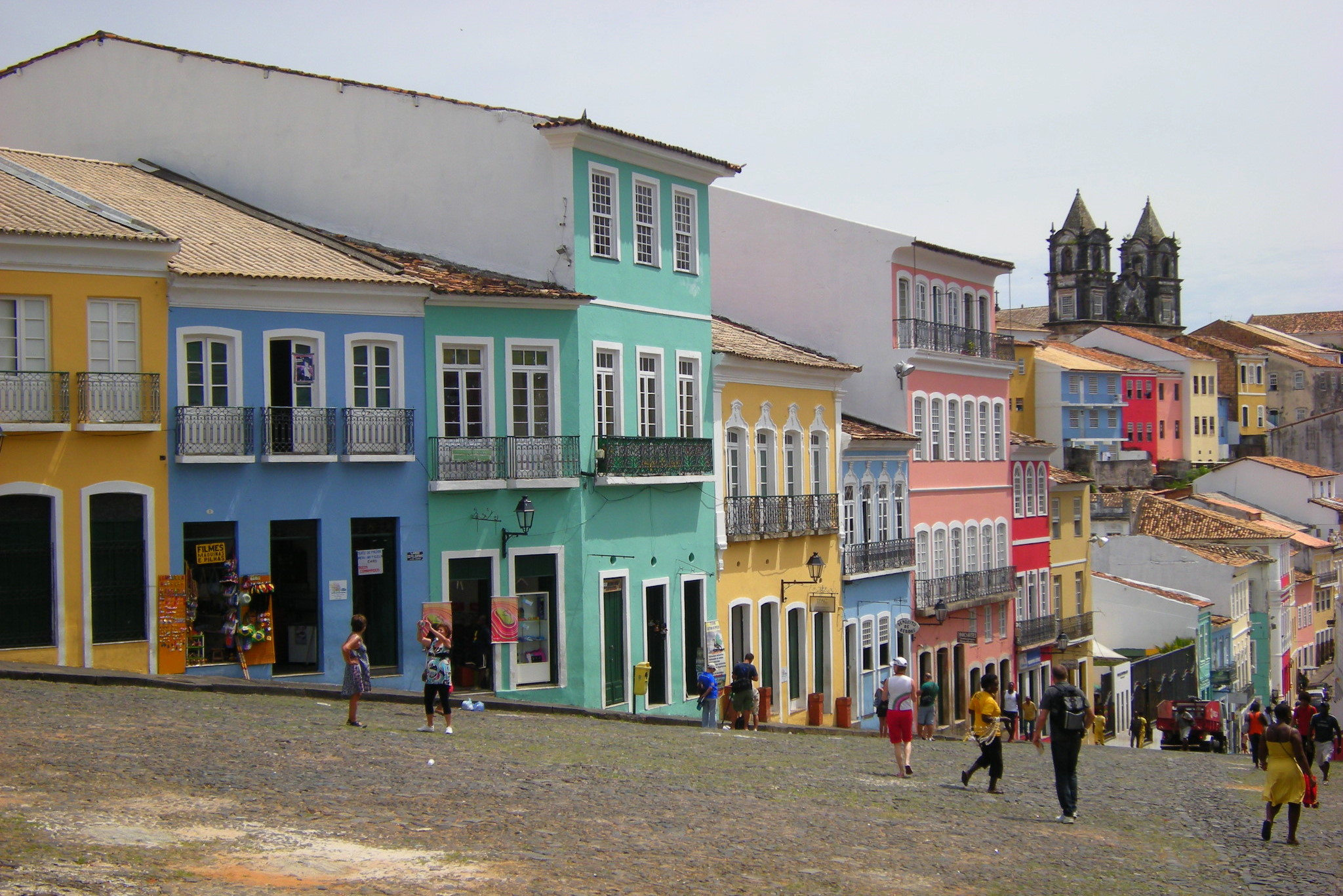

Salvador fue una ciudad muy desenvuelta en la época de la monarquía de Brasil, pues fue la primera capital del país. La principal motivación para la escoja de esta ciudad, fueron las culturas de azúcar de la región del nordeste de Brasil.
Los portugueses trajeron a Brasil su religión (el catolicismo), arquitectura (el modelo de las ciudades y casas coloniales), cultura y los esclavos de África, que también vinieron con costumbres y culturas que influenciaron mucho a los brasileños. Por este exacto motivo, en la ciudad de Salvador, así como en muchos otros lugares en Brasil hay una gran mezcla de culturas y diversidad cultural.
La ciudad de Salvador posee una fuerte religiosidad, y llega a tener 372 iglesias católicas. Sin embargo, el catolicismo no es la única religión de Salvador, en la época colonial, los esclavos que vinieron de África también tuvieron mucha influencia en la cultura local, siendo en la religión, culinaria o la música. El Candomblé es una religión de matriz africana que está presente en Salvador.

## Historia

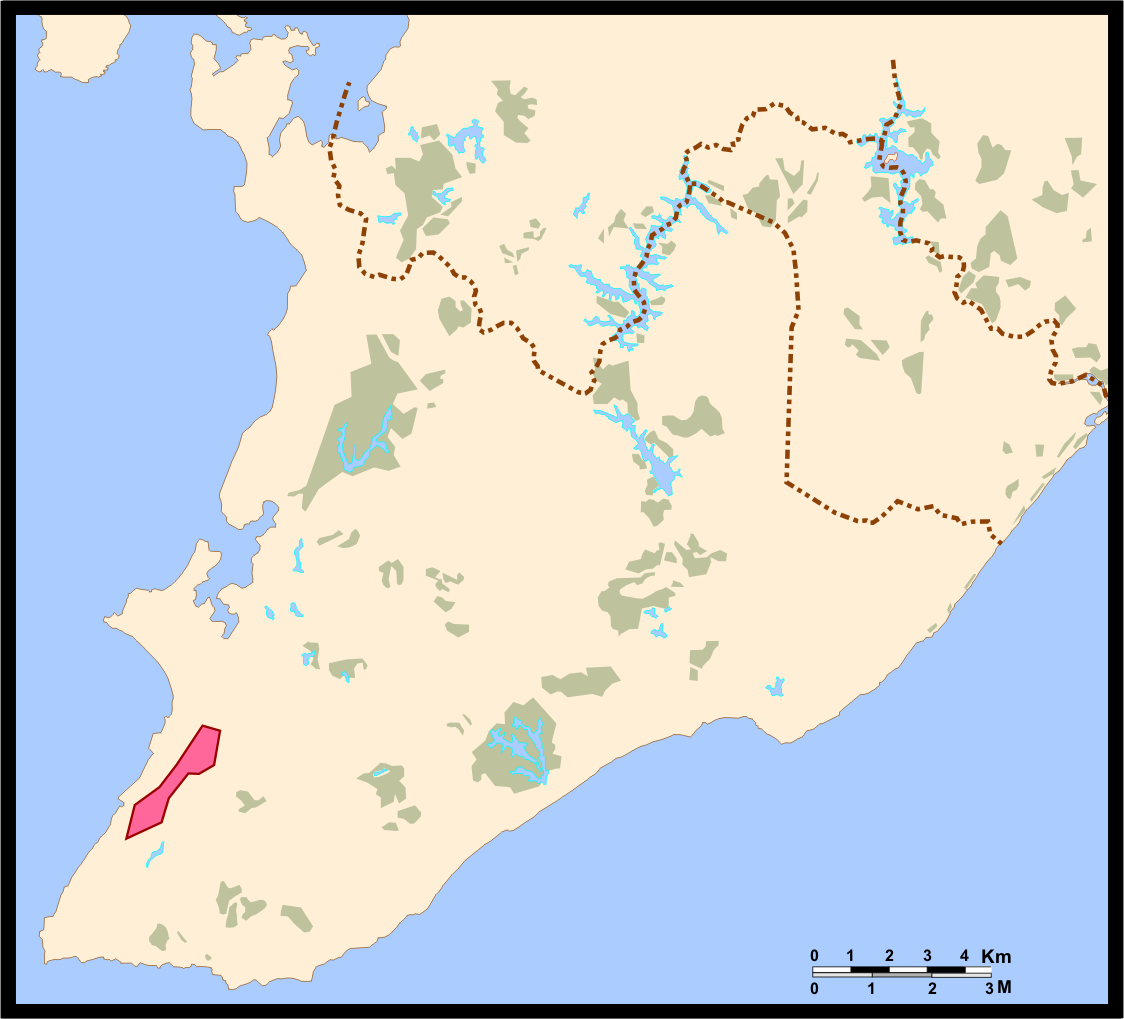
Localización del centro histórico.

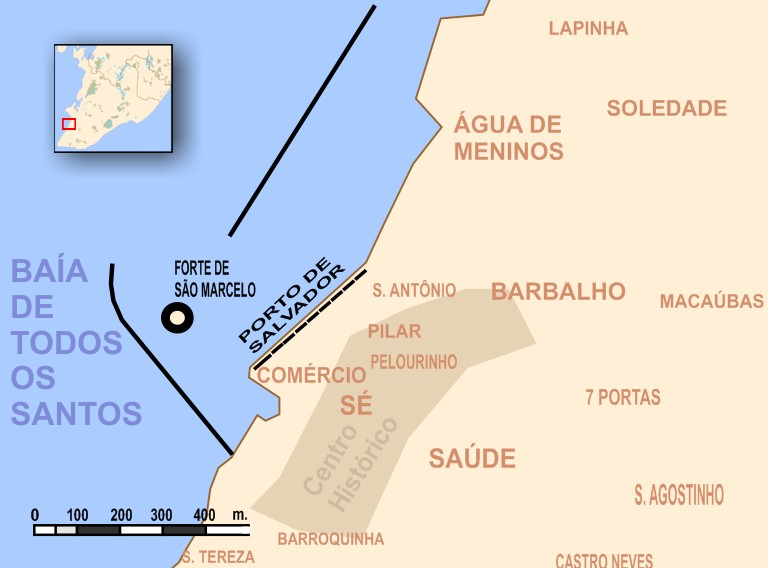
Detalle del mapa de Salvador, mostrando su centro histórico y sus áreas circundantes.

La ciudad fue fundada en 1549 por Tomé de Sousa para ser la sede del gobierno portugués en Brasil. Su construcción se llevó a cabo inicialmente en la cima de un acantilado de forma que estuviese protegida contra los ataques enemigos, y el primer trazado de las calles de la ciudad se le acredita al arquitecto portugués Luís Dias. Después, la ciudad se expandió hacia el mar, ocupando una estrecha franja costera. Así nació la división de Salvador en Ciudad Baja y Ciudad Alta. La conexión entre estas dos ciudades siempre ha sido difícil. Con el tiempo, se fueron abriendo pistas y caminos, en 1872 con la puesta en marcha del Elevador Lacerda -anterior Elevador do Parafuso- pasó a ser el principal medio de transporte entre las dos parte de la ciudad.
La fase monumental de Salvador, en palabras del historiador Robert Smith, comienza a mediados del siglo XVII, con la transición del estilo arquitectónico del Renacimiento al Barroco. Las principales iglesias, mansiones y monumentos fueron construidos en este período, incluyendo las iglesia del Carmo, Convento de Santa Teresa, Iglesia de San Francisco, la Casa Municipal, el Palacio Río Branco, la plaza pública de Jesús y una serie de casas y edificios en el Pelourinho, entre otros.

## Centro antigo, monumentos y sitios relevantes
El Centro Antigo de Salvador se comprende por una área de 7 kilómetros cuadrados, que abrange 11 barrios de Salvador, la capital baiana, incluyendo al Centro Histórico, el Comércio y los barrios de Macaúbas y São Antônio. El lugar es considerado el mayor sitio patrimonial de Latinoamérica, y también uno de los principales puntos atractivos de Salvador en el turismo nacional e internacional. 
El conjunto de los diversos monumentos y sitios que se localizan en el Centro Histórico de Salvador tienen su importancia concentrada en la relevancia arquitectónica, histórica, paisajística y religiosa. Su valor también puede ser establecido desde el vínculo entre las personas que ocupan el área y las instalaciones que allí se localizan. Esta relación contribuye para la preservación de la cultura regional y del propio Centro Histórico. 
La mayoría de las construcciones que constituyen esta parte de la ciudad de Salvador fueron influenciadas por la cultura portuguesa, como el Terreiro de Jesus. Esta plaza, localizada en frente a la Catedral Basílica, también abriga la Iglesia y el Convento de San Francisco, la Iglesia del Orden Tercera de San Francisco, la Iglesia del Orden Tercera de San Domingos y la Iglesia de San Pedro de los Clérigos. En 2019, el ayuntamiento de Salvador realizó obras de recualificación inspiradas en el primer proyecto propuesto por Burle Marx en 1950.
La Plaza del Sé, localizada en la parte más antigua y central de la ciudad, fue construida en 1552 y demolida en 1933.  El espacio creado para la demolición dio origen a la Plaza, que pasó a abrigar instalaciones de ocio, cultura y turismo, con vistas a la Bahía de Todos los Santos. 

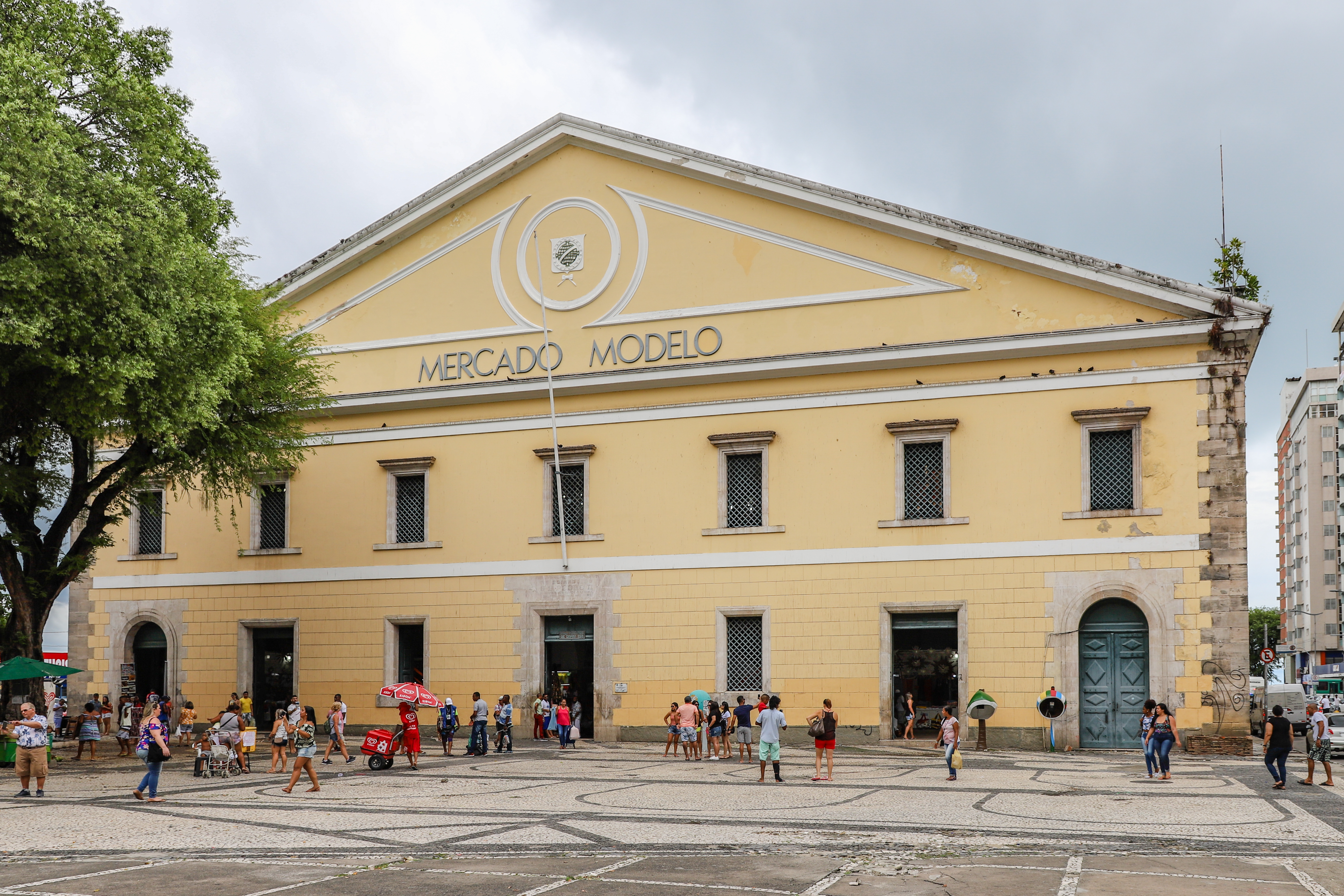
Imagen que muestra el Mercado Modelo en la Ciudad Baja

Otra localización de relevancia es el Mercado Modelo. Inaugurado en diciembre de 1912, el antiguo edificio funcionaba como el principal centro de abastecimiento de Salvador, donde eran comercializados alimentos, cigarros puros y cachazas. En 1971, se trasladó a la Casa de la Aduana de Salvador, edificación que había sido declarada Patrimonio Nacional por el IPHAN en 1966. Además de ser un punto de comercio, el Mercado Modelo abriga atracciones turísticas culturales como la capoeira. Esta lucha se construye cotidianamente entre los capoeiristas y los espectadores, pero se aleja de las tradiciones culturales para que las presentaciones sean más atractivas a los turistas. De ese modo, se crean alternativas de sobrevivencia económica a los practicantes en que sus valores son replanteados como un símbolo de resistencia.
Además, otro espacio de relevancia en Salvador es La Casa do Carnaval, que está situada en el Centro Histórico de Salvador y reúne accesorios, instrumentos musicales, trajes utilizados por artistas de la música bahiana, además de videos que cuentan la historia de Bahía. La Casa se distingue de otros museos por su interactividad, que pone a disposición de los visitantes varios recursos multimedia, además de la banda sonora de fondo, que se destaca por el axé y el afoxé. Toda esta colección se encuentra en una propiedad de 1921, que antes era conocida como Casa do Frontispicio y hoy está catalogada por el IPHAN.  
Aunque muchas de las formas de intervención en las instalaciones se centran en el desarrollo del turismo, en muchos casos, llevan a consecuencias como la expulsión de la población local, cambios en las actividades económicas y en las dinámicas cotidianas que identifican culturalmente la región. Por lo tanto, el turismo no debe ser promovido de manera aislada en los Centros Históricos, pues a pesar de presentar características distintas del resto de la ciudad, hace parte de la dinámica urbana.
Para concluir, otros espacios de relevancia son Praça Castro Alves; Praça da Piedade; Igreja, Convento e Escadarias do Carmo; Igreja de Santo Antônio además do Carmo; Igreja da Conceição da Praia; Solar do Unhão/MAM ; Museu de Santa Casa de Misericórdia; Monumento Riachuelo; Casa Olodum; Espaço Coaty; Museu do Carnaval;

#### Mercado Modelo:
El Mercado Modelo fue inaugurado el 9 de diciembre de 1912 y funcionaba como el principal centro de abastecimiento de la ciudad de Salvador. En él se comercializaba una gran variedad de géneros alimenticios, puros y bebidas alcohólicas, estos productos provenían del Recôncavo, de las balandras y las pequeñas propiedades agrícolas alrededor de la ciudad. 
En 1969, un incendio destruyó por completo el antiguo edificio que albergaba el Mercado Modelo, sin embargo, apenas en 1971 se dirigía a la Casa de las Aduanas, construcción que había sido tomada por el IPHAN en 1966. 
Con estos cambios, la presión del CEASA y de otros comerciantes emergentes en la región, Mercado Modelo empezó a comercializar artesanía y productos típicos de Bahía, convirtiéndose en el Maior Centro de vendas de Artesanía de Brasil.

#### Terreiro de Jesus
En la década de 1950 fue hecha una importante intervención en la Plaza del Terreiro de Jesus, idealizada por el arquitecto Burle Marx. Esta reforma se caracteriza por la repaginación del piso, plantío de nuevas especies de árboles y plantas, inserción de bancos y manutención de la fuente de agua.  
En 2019, el Ayuntamiento Municipal de Salvador realizó obras de recalificación del Terreiro de Jesus, la primera gran intervención realizada desde 1950. El proyecto, inspirado en su última reforma, recuperó el dibujo de piso propuesto por Burle Marx, restauró la fuente, removió rampas existentes e introdujo nuevas. Además de eso, realizó una limpieza visual, eliminando farolas, cuadros de energía, cables e indicadores, implementando una nueva iluminación escénica y pública, también actualizando el mobiliario urbano, con el acréscimo de bancos de granito y basureros metálicos.

#### Museu do Carnaval:
La Casa do Carnaval está situada en el Centro Histórico de Salvador y reúne accesorios, instrumentos musicales, trajes utilizados por artistas de la música bahiana, además de videos que cuentan la historia de Bahía. La Casa se distingue de otros museos por su interactividad, que pone a disposición de los visitantes varios recursos multimedia, además de la banda sonora de fondo, que se destaca por el axé y el afoxé.
Toda esta colección se encuentra en una propiedad de 1921, que antes era conocida como Casa do Frontispicio y hoy está catalogada por el IPHAN.

#### Rua Chile:
La Calle Chile está situada en el Centro histórico de Salvador, sirviendo también como la principal ruta para entrar en el espacio. Ella cubre la zona desde la Plaza Castro Alves hasta la Plaza del Sé.
Esta vía fue fundada en 1549 por el jefe de Estado de Brasil Tomé de Souza, mismo año del nacimiento de la ciudad de Salvador. Es considerada la más antigua calle de Brasil.
Recibió varios nombres a lo largo de los años, como: Calle Derecha de los Mercanciadores, Calle Derecha del Palacio y otros. El nombre usado hoy en día solo fue concebido en 1902, en homenaje a la armada de Chile que había venido a Brasil para recoger los cuerpos de funcionarios chilenos que habían muerto en una epidemia de Peste Bubónica.
Por muchos años, la calle fue sinónimo de lujuria en Salvador, con comercio dirigido a los habitantes más ricos de la ciudad.

#### Casa Municipal de Salvador

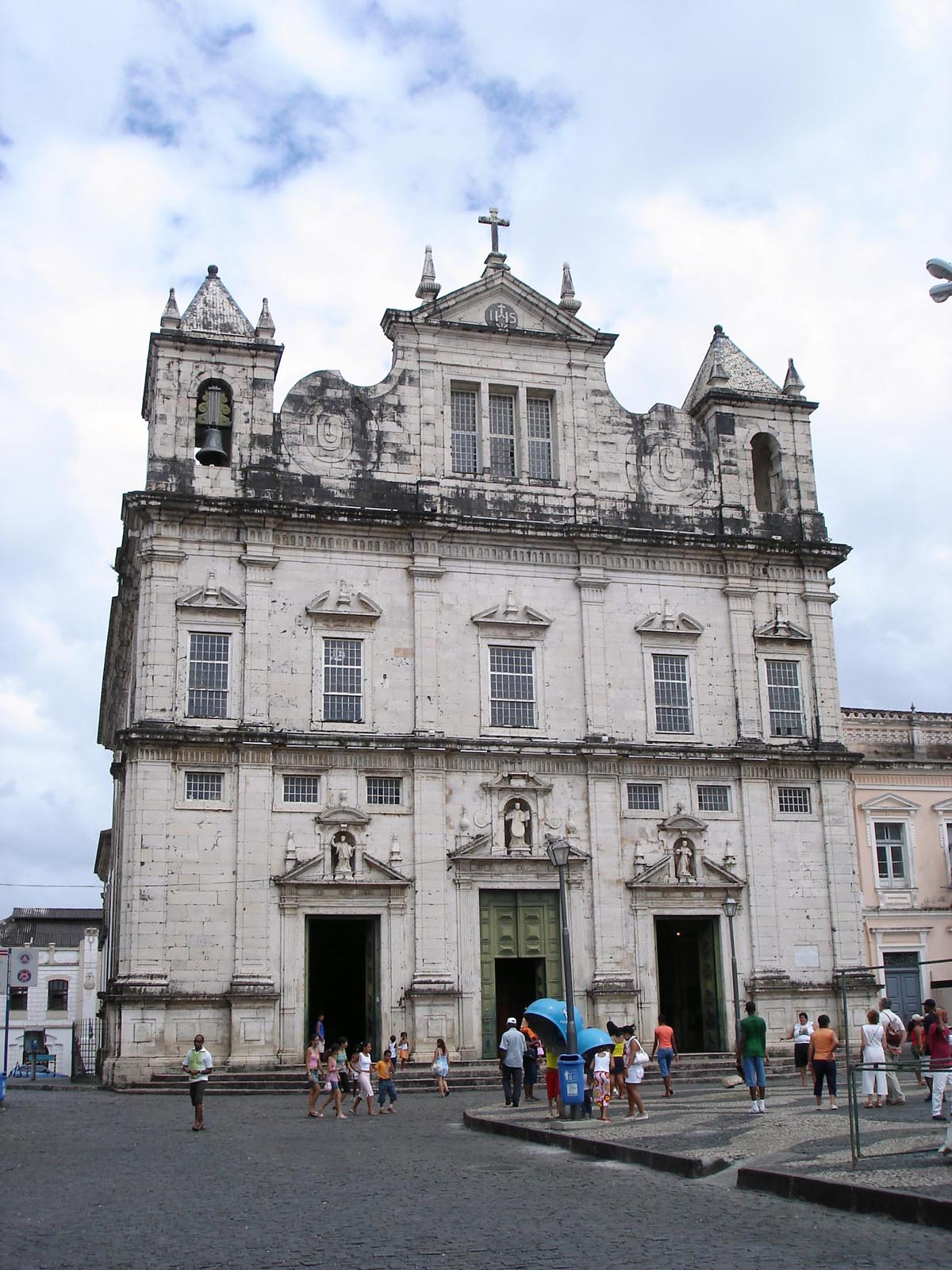
La Catedral de Salvador, uno de los edificios importantes del centro histórico.

Igreja de Nossa Senhora do Rosário dos Pretos
Igreja, Convento e Escadarias do Carmo
Igreja da Ordem Terceira do Carmo (Salvador) – Wikipédia, a enciclopédia livre
Igreja do Carmo de Salvador
Igreja da Conceição da Praia
Fuerte de São Marcelo
Arcos da Conceição e Ladeira da Montanha
Ladeira da Montanha
Ladeira da Preguiça
Fundação Pierre Verger
Solar do Unhão/MAM
Gabinete Português de Leitura
Instituto Geográfico e Histórico da Bahia
Solar Ferrão
Prédio da Associação Comercial da Bahia
Museu de Arqueologia e Etnologia
Convento da Lapa
Prédio do Colégio Central
Mouraria e Largo da Palma
Fórum Ruy Barbosa
Prédio do Hospital Santa Isabel
Sede do Afoxé Filhos de Gandhy

## Preservación del patrimonio y referencias culturales
El Centro histórico de Salvador es un gran centro cultural, lleno de museos, iglesias y diversos otros bienes culturales esenciales para la historia de Brasil. Para que estos patrimonios sean preservados, existen algunas leyes reguladoras que fueron establecidas por el Estado, las 3 principales están regidas por diferentes niveles del gobierno. La primera de ellas es el Decreto-Ley 25/1937, implementado por el gobierno federal a través del Instituto do Patrimônio Histórico e Artístico Nacional (IPHAN). La segunda el la Ley Municipal 3289/1983, que establece la Legislación Municipal Específica para la protección de los bienes culturales, a través de la cual se establece un área de protección que abarca el sitio cultural designado por el IPHAN y por el Plano Diretor Urbano 2008 de Salvador, que certifica formalmente las áreas patrimoniales designadas y las amparadas por el estatuto de Legislación Específica Municipal. Mismo con esas medidas, muchos edificios y lugares del Centro Histórico de Salvador se han degradado a lo largo de los años por tratarse de un Patrimonio Mundial habitable. A medida que esto ocurre, determinadas actividades económicas, como el comercio, ocupan cada vez más el ambiente cultural, lo que acaba perjudicando algunas poblaciones que allí habitan y contribuyen para el mantenimiento de la memoria cultural. A pesar de existir actividades nocivas para la preservación del Patrimonio, el turismo implantado en el Centro Histórico, al contrario de lo que muchos piensan, contribuye para la valorización y mantenimiento de las culturas allí presentes, y acabó dominando una gran parte de la actividad económica del Centro. Incluso se le han atribuido al lugar establecimientos turísticos, como el Museu do Carnaval, para contribuir tanto a la preservación de la memoria como a la actividad económica de la región. El lado negativo de este nuevo escenario es la pérdida de lo que no es turístico, como la Baixa dos Sapateiros, que por no ser un referente cultural acaba recibiendo menos atención y cuidados.
El Centro Histórico posee una variedad muy grande de Referencias Culturales, que pueden ser definidas como varios elementos que caracterizan una sociedad, un pueblo, ciudad o país, como algo exclusivo de aquel grupo. A continuación, algunas de las más importantes referencias del Centro:

#### Capoeira

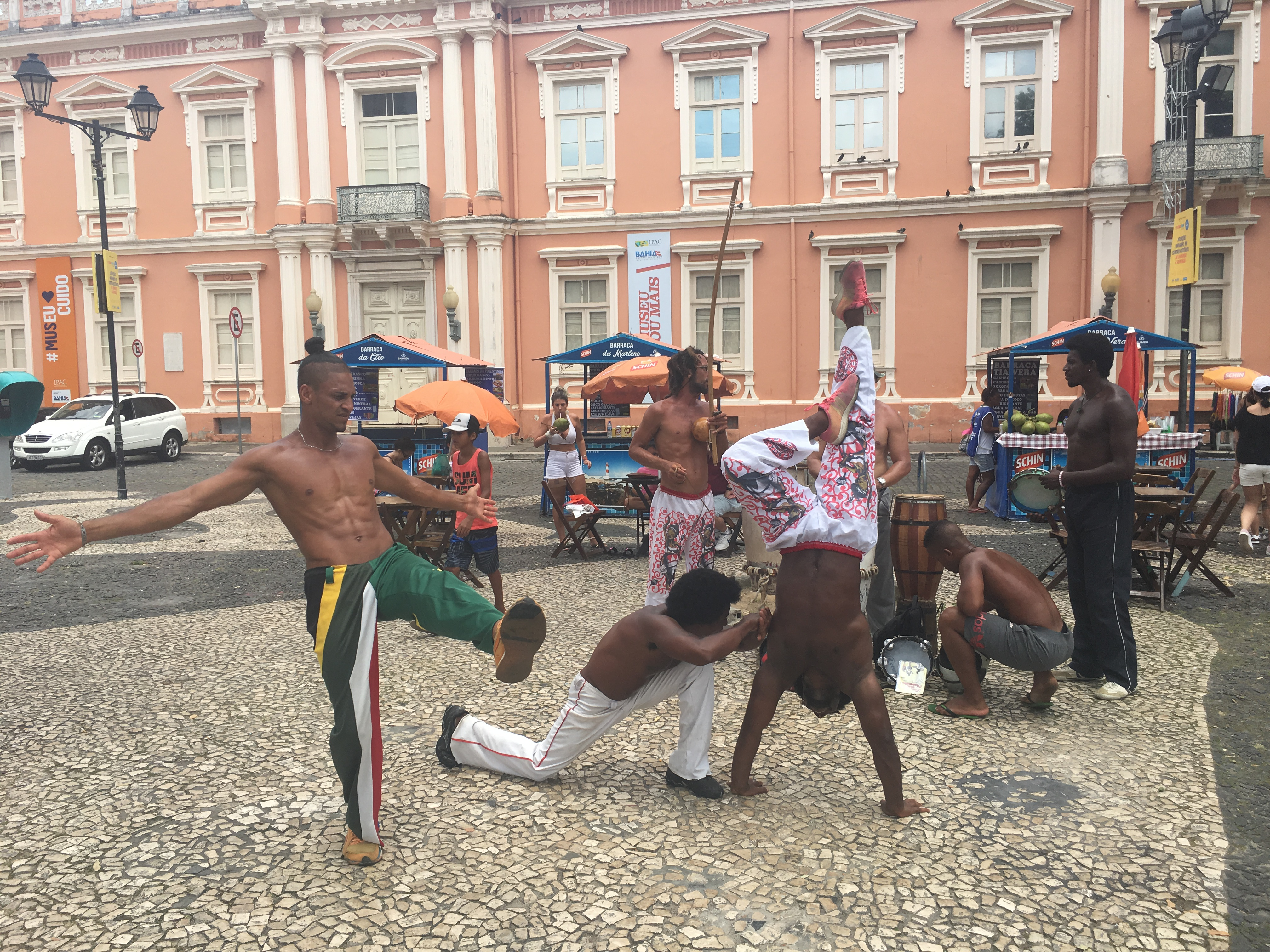
Roda de capoeira en el Terreiro de Jesus

La Capoeira es una lucha que tiene como fundamentos la incorporación de elementos musicales, religiosos y ritualisticos. Fue creada por esclavos africanos y sus descendientes traídos a Brasil en el período de la esclavitud, más precisamente en los núcleos urbanos y en ciudades portuarias como Salvador, Río de Janeiro y Recife. Inicialmente como una forma de autodefensa y resistencia delante de la manera que eran tratados por sus colonos. La musicalidad presente era de influencia africana, como ejemplo el Ngolo, pero por ser una creación brasileira, tuvo muchos elementos de otras culturas. Sus principales características son los movimientos complejos y ágiles, utilizando golpes con los codos, rodillas, cabeza y principalmente con las piernas, además de patadas y rasteiras.
La "Roda de Capoeira" fue considerada bien cultural por el IPHAN en 2008, y en 2014  también fue considerada Patrimonio Cultural Inmaterial de la Humanidad por Unesco. Consiste en un círculo formado por capoeiristas donde se juega, canta y toca capoeira, utilizado para entrenamientos o juegos y espectáculos. 
En el Centro Histórico, hay innumerables espacios de referencias para la historia de la Capoeira, como en el Forte de Santo Antônio Além do Carmo, donde se localizan los gimnasios de cuatro mestres de Capoeira Angola: Mestre João Pequeno, Mestre Curió, Mestre Boca Rica y Mestre Moraes. Además, es en el Centro donde está la "Associação Brasileira de Capoeira Angola" y la "Rampa do Mercado" , y la última está localizada al lado de "Mercado Modelo", y era un punto de encuentro de grandes nombres de la Capoeira, como Mestre Pastinha, Mestre Traíra, y otros. Pero, no solo jugadores de Capoeira, pero también de comerciantes y trabajadores agrícolas.

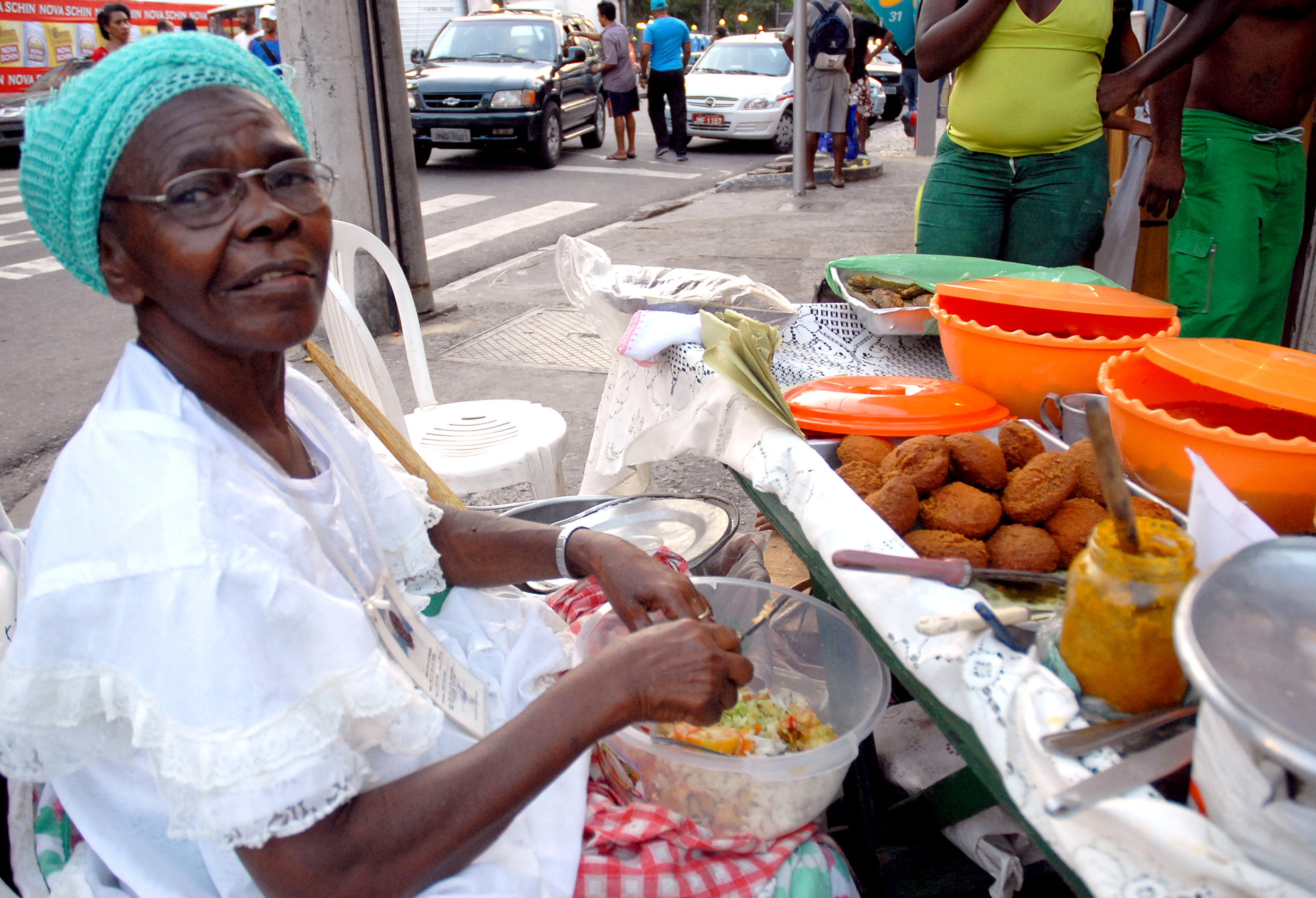
Baiana y su tablero de acarajé.

#### Baianas do Acarajé
Es un oficio inicialmente hecho por mujeres esclavas y libertas, que comercializaban principalmente el "acarajé"(hecho de una especie de judías, el "feijão-fradinho", y cebolla, frito en el aceite de "dendê", y servido con camarón, pimienta, "vatapá" o "caruru") para el sustento de sus familias, además de cumprir sus obligaciones  religiosas en los terreros de "candomblé". Sus principales características son sus faldas redondas, una especie de turbante en la cabeza y sus collares, siempre con bandejas de "acarajé" y sus acompañamientos, además de otros platos típicos: "cocada" y "cocada- preta", "abará", "bolo de estudante", "lelê", "queijada" y "passarinha"
En el Centro Histórico es donde se encuentran muchos tableros de baianas, y además allí se encuentra el "Memorial das Baianas de Acarajé", y se celebra el "Día das Baianas de Acarajé", el 25 de noviembre.

#### Literatura do Cordel

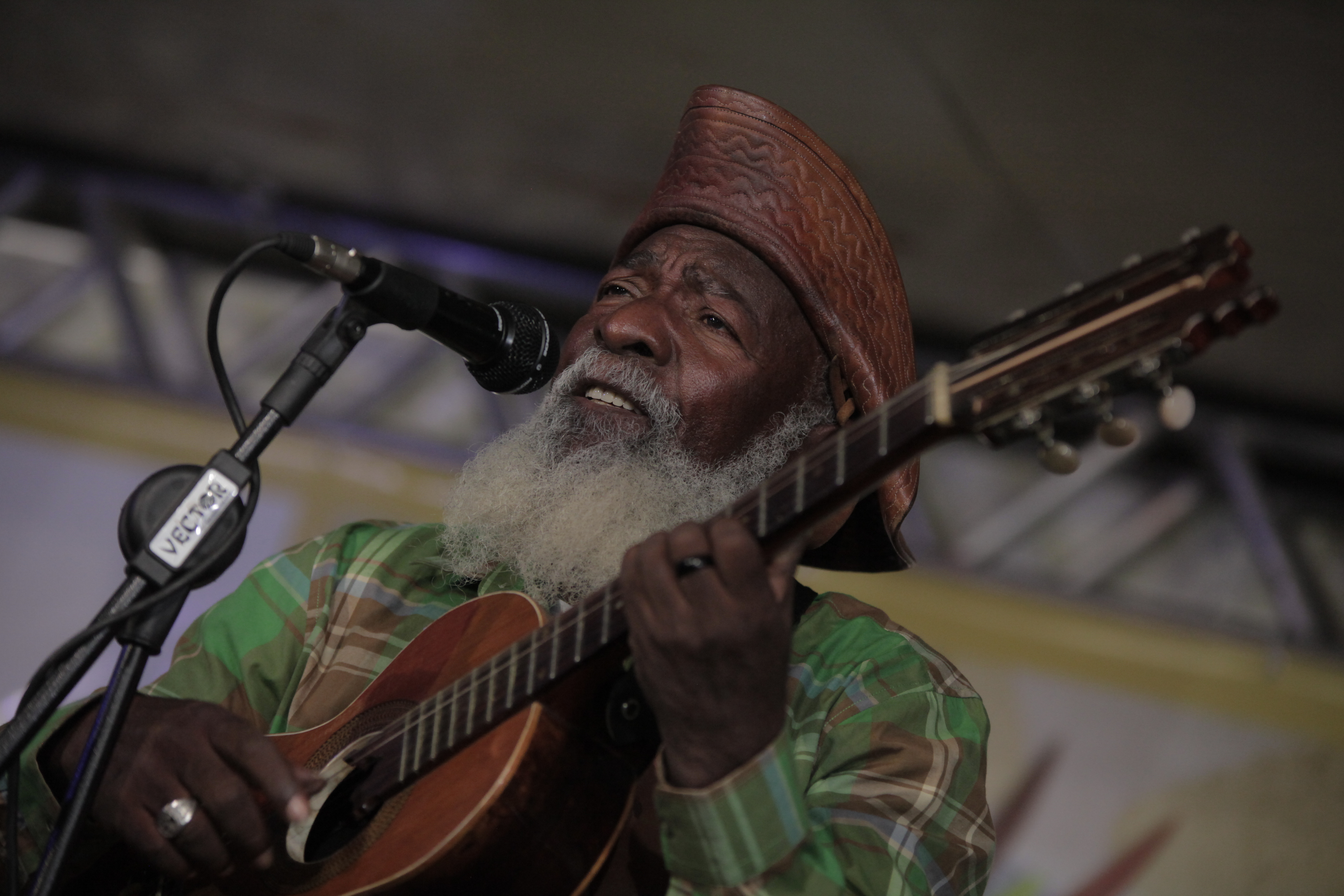
Bule-bule, mestre de la cultura popular y cordelista de Bahía

La literatura de Cordel es una manifestación literaria tradicional de la región nordestina, habiendo mucho destaque en los estados de Pernambuco, Paraíba, Pará, Rio Grande do Norte, Ceará e Bahia.
El termo “cordel” vino de herencia portuguesa, el cordel fue introducida por ellos en los finales del siglo XVIII. Después de la llegada de la radio y televisión, los cordeles perdieron su popularidad.
Las principales características son la tradición literaria regional, las diferencias con la literatura tradicional, está compuesta en versos, tiene temas populares e de la cultura brasileña y también tiene el lenguaje popular, oral, regional e informal.
En 2013, los cordelistas ligados a la "Ordem Brasileira dos Poetas da Literatura de Cordel" fueron expulsados de la "Praça Cairú", su principal local de presentación, en una acción del gobierno municipal de reubicación de comerciantes ambulantes, y los cordelistas fueron inseridos en esa categoría de manera incorrecta. A pesar de haber intentado de todo, el gobierno les niega, con la siguiente respuesta: que el gobierno no puede permitir el comercio informal.

#### Carnaval
El Carnaval de Salvador, conocido por sus tríos eléctricos, fue idealizado por “Dodô” y “Osmar” con un coche adaptado con el techo abierto, ellos habían creado el primer trío eléctrico. Años después con la canción de Caetano Veloso “Atrás do trio elétrico” había popularizado el termo trío eléctrico. Uno de sus circuitos más famoso es el “Circuito Batatinha” que cruza el Largo do Pelourinho hasta el Terreiro de Jesus que hace la travesía sobre el centro histórico.

#### Domingo de Ramos
La fiesta de Domingo de Ramos es celebrada el domingo anterior a la Pascua, esta celebración es dedicada a la conmemoración de la entrada triunfal de Jesús en Jerusalén. Dice la tradición que Jesús había entrado  por la puerta dorada de Jerusalén. En muchas denominaciones cristianas, el Domingo de Ramos es conocido por la distribución de hojas de palmeiras para los fieles reunidos en la iglesia.

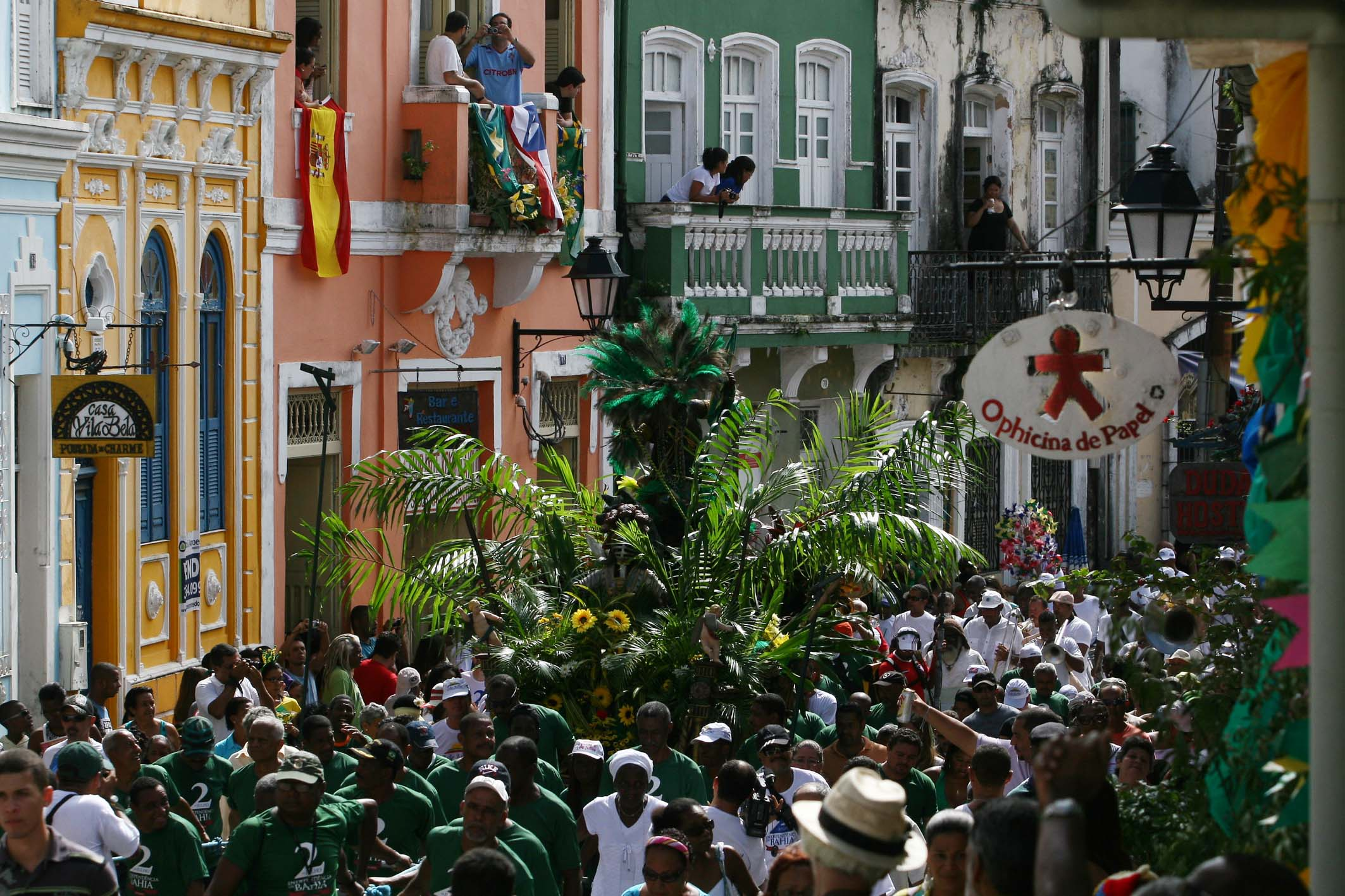
Festa de la "Independência da Bahia"

#### Dois de Julho
El 2 de julio de 1823 marcó la liberación de Bahía del dominio portugués, un año después de la Independencia oficial de Brasil. Por ello, durante el feriado estatal, bloques, carruajes, fanfarria, manifestantes y espectadores de la Fiesta de la Independencia del estado caminan desde Lapinha hasta Campo Grande, pasando por el Terreiro de Jesus, en Pelourinho, recorriendo toda la extensión del Centro Histórico. Desde 1840 o 1849 (se desconoce el año exacto), el Caboclo y la Cabocla son considerados los símbolos de la libertad del Desfile 2 de julio. Estas figuras representan, respectivamente, a los indígenas y mestizos de origen bahiano que lucharon por la independencia del Estado hasta el 2 de julio de 1823, y la figura femenina en esa misma lucha.

#### Choque/Mezcla Cultural
A pesar de ser un lugar de encuentro para diversos elementos y manifestaciones culturales de diferentes grupos que formaron y siguen formando la sociedad junto a la historia brasileña, los poseedores de conocimientos tradicionales que están en el Centro Histórico siguen teniendo conflictos con las organizaciones públicas responsables por el planeamiento urbano. Uno de los principales factores que contribuyen para que esta situación se perpetúe es la larga historia de conflictos con los trabajadores de la calle, expropiación de propiedades y expulsión de vecinos, con fines de exploración turística y comercial de la región, que viene ocurriendo desde la segunda mitad del siglo XX. Con la iniciativa de innumerables grupos sociales y políticos para discutir el derecho a la vivienda para los habitantes del Centro Histórico, la comprensión de la relación entre el turismo local y la habitación de la zona ha ido evolucionando, haciendo con que un modelo más guiado por la sostenibilidad y por los intereses sociales se venga fortaleciendo y, poco a poco, puesto en práctica.

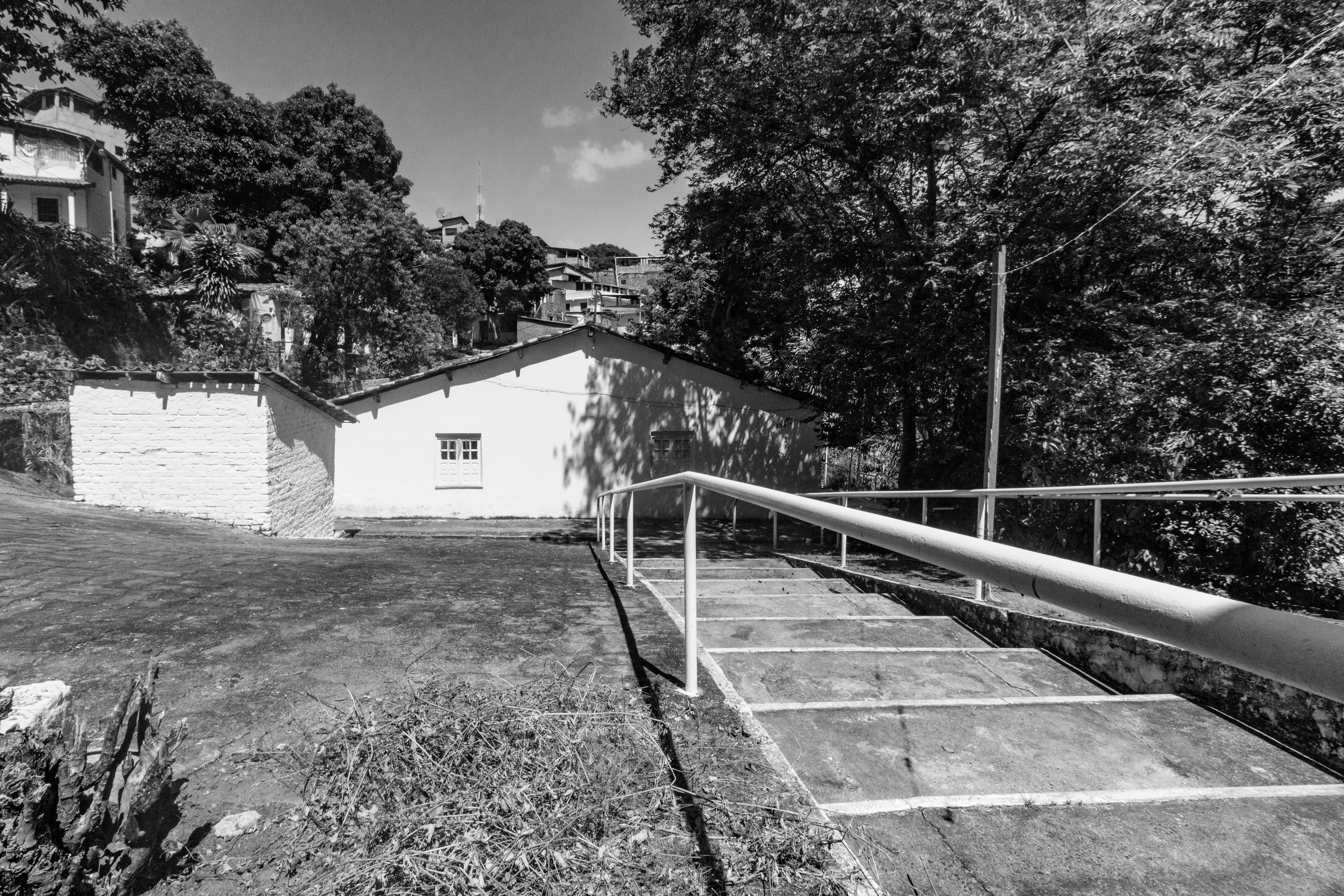
Ilê Axé Iyá Nassô Oká, uno de los terreros más antiguos en Salvador de la religión candomblé

#### Religiones de matriz-africana + Impacto Cultural
Desde el período colonial, la presencia de poblaciones negras es algo que está fuertemente arraigado en la cultura del Centro Histórico, al fin y al cabo, la familia patriarcal no estaba solo constituida por lazos hereditarios y matrimonios, incluía, por ejemplo, a los esclavos domésticos afrodescendientes, que traían junto sus creencias y culturas. Un ejemplo de esta influencia es el que acreditan ser el primer terreiro candomblé del pueblo Ketu en Bahía, y que se encuentra en el actual Espaço Cultural da Barroquinha en el Centro Histórico. En el siglo XIX, el terreiro fue retirado del local y originó otros tres en Salvador, que están entre los nueve terreiros enumerados por el IPHAN (siete de ellos se encuentran en Salvador): Terreiro da Casa Branca, Terreiro do Gantois e Ilê Axé Opô Afonjá. Estos sitios contribuyen, principalmente, para el mantenimiento de la memoria del local y para la continuación de las prácticas religiosas de las poblaciones de la región, aunque puedan ser utilizados con propósitos turísticos y de carácter étnico o religioso. Además, a lo largo del siglo XX se crearon, tanto en Salvador y como en el Centro Histórico, grupos, bloques carnavalescos e instituciones que buscan reforzar la identidad afrobrasileña y la fuerza de los movimientos negros en la actual sociedad de Brasil. Entre ellos están: Afoxé Filhos de Gandhy, un homenaje al líder indiano; el Grupo Cultural Olodum (enlace a la página Wikipedia); Casa do Benin; y Casa da Angola.

#### Comidas típicas marcantes
Como en casi toda la ciudad de Salvador, la cocina típica del local también es una fusión de culturas. Si enfocamos en las influencias de las raíces africanas, que han traído ingredientes muy populares en la actualidad, como la leche de coco y el aceite de dendê, encontramos, entre los platos más famosos de la región: el acarajé, elaborado con buñuelos de frijol fradinho frito em aceite de dendê y con varias opciones de relleno; y el abará, elaborado con buñuelos de frijol fradinho y cocido envuelto en hoja de bananeira, lo que le da un sabor más suave. Si combinamos los orígenes africanos con frutos del mar, llegamos a platos como el bobó de camarón y la moqueca bahiana, muy típicos de Salvador. Además, en relación con la influencia lusitana, podemos decir que el sarapatel, un guiso de entrañas y sangre cortada de cerdo, es un plato de origen portugués y que también es típico de la región. En cuanto a los dulces, podemos encontrar orígenes indígenas en la cocina bahiana, presente en el postre beiju, a base de harina de mandioca tostada. La cocina bahiana en sí es muy rica en relación con los postres, con el famoso mungunzá, un guiso de maíz con leche de coco y azúcar; el arroz dulce; y las bandejas de las Baianas con una gran variedad de posibilidades, desde quindins hasta cocadas, tanto blancas como oscuras.

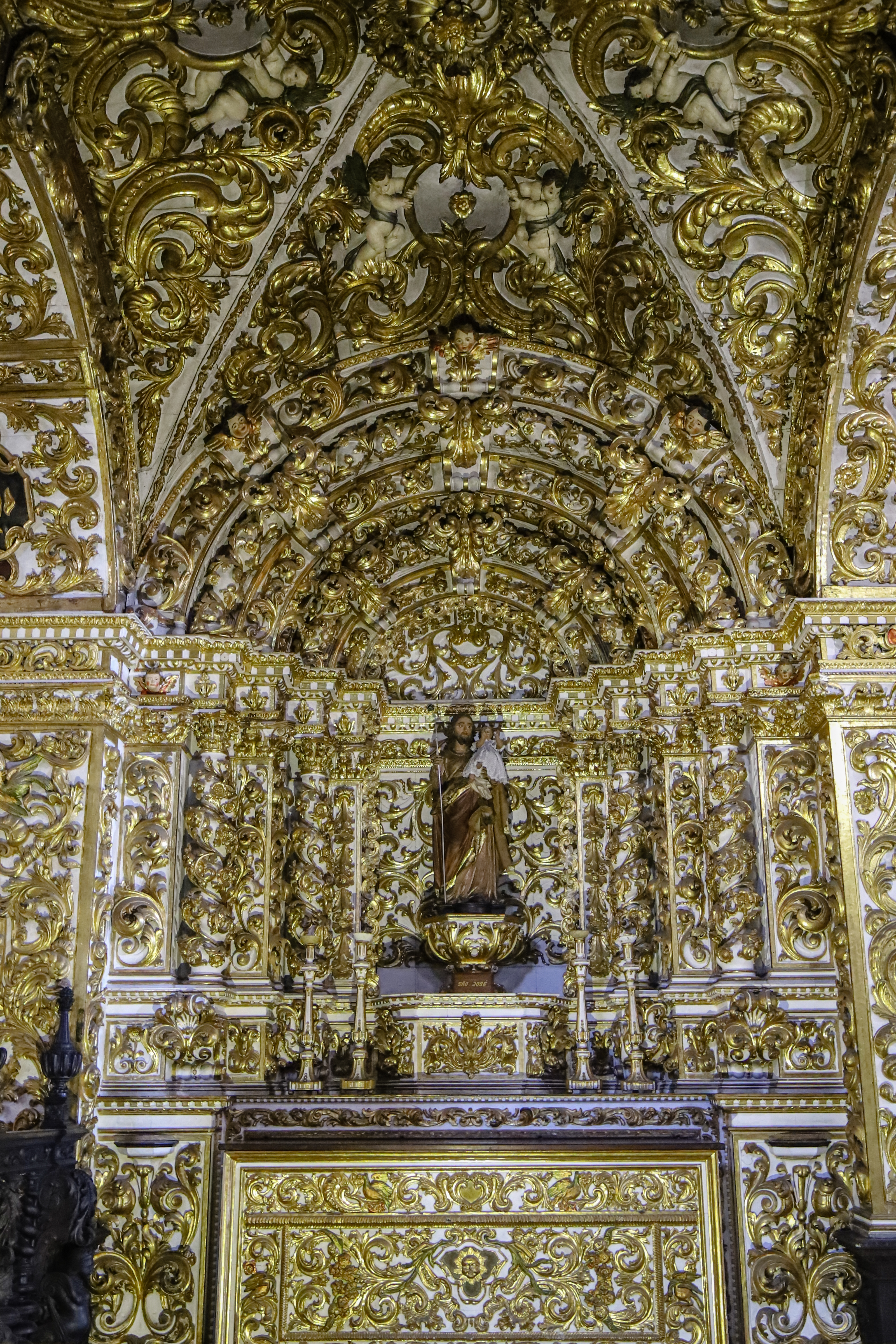
Iglesia de São Francisco Salvador Capela Lateral São José

#### Catolicismo
Como se espera de la primera capital de Brasil denominada por los portugueses, el catolicismo en el territorio de Salvador es algo que está arraigado en la cultura y que sigue estando fuertemente representado en el Centro Histórico. Durante el período colonial e imperial, los preceptos católicos fueron los responsables por hegemonizar a la población brasileña, muchas vezes restringiendo la práctica del candomblé a los esclavos. La religión estuvo presente en todas partes, sea en las capillas de los molinos y en la adopción de los nombres sagrados o en la enseñanza controlada por los padres jesuitas. La capital del estado de Bahía puede ser considerada, hasta los días de hoy, uno de los centros del catolicismo en Brasil, principalmente en los puntos turísticos de la ciudad y en las fiestas culturales que se realizan en Salvador; sin mencionar la gran cantidad de iglesias y edificios dispersos por todo el Centro Histórico. La Iglesia y Convento de São Francisco y la Basílica de Nossa Conceição da Praia, fundada por Thomé de Souza, son algunos ejemplos de los establecimientos localizados en el Centro Histórico que simbolizan el catolicismo en Salvador.

#### Estilo Colonial
El paisaje arquitectónico del Centro Histórico de Salvador sirve como ejemplo para representar edificios religiosos, civiles y militares portugueses de los siglos XVI al XIX. Como consecuencia de su importante papel como centro de las acciones económicas de Portugal durante el período colonial, las construcciones del local permiten la interpretación y visualización del modelo de las ciudades portuguesas en el exterior. En este sentido, destaca la división entre Cidade Alta e Cidade Baixa, un paisaje originado del estilo arquitectónico colonial. A lo largo del siglo XVII, como resultado del enriquecimiento generado por la producción y venta de azúcar, se inició la fase monumental de la arquitectura bahiana, basada en la transición del estilo Renacentista al Barroco, dando lugar a construcciones actualmente muy importantes para la ciudad, como la Catedral de Salvador (antes conocida como Iglesia de los Jesuitas). Finalmente, se puede decir que el valor de los agrupamientos urbanos de origen portugués fue uno de los principales factores que contribuyeron a que el Centro Histórico fuera declarado Patrimonio de la Humanidad por la UNESCO en 1985.

## Cuestiones Sociales

### Composición étnica y religión
Con 2.886.698 habitantes, Salvador está compuesta principalmente por personas de ascendencia africana, lo que hace con que sea la ciudad con mayor número de negros fuera de África en el mundo. Así, Salvador es considerada la capital de las culturas africanas en Brasil. Esto se justifica por la notable historia de las culturas africanas en esta zona, más que en todas las demás partes del país. La mayoría de la población trabaja en el sector público, en los sectores de servicio especializado y la menor parte en trabajos informales o desempleados.
En cuestiones religiosas, Salvador es conocida por tener 365 iglesias católicas, una para cada día del año. En conjunto con el catolicismo, el Candomblé es una de las religiones más populares en esta locación.  El Candomblé es una religión de origen afro-brasileña, que cree en la existencia de un dios o ser supremo, que cambia entre Olorum, Mawo o Nzambi, y también realiza el culto destinado a fuerzas de la naturaleza personificadas en orixás, voduns o inquices, que variando de acuerdo con la nación religiosa.
Infelizmente, aún hay un gran camino para la lucha en contra la intolerancia religiosa en Salvador. Las religiones de origen africana sufren con la intolerancia religiosa que es fuertemente relacionada al racismo que es sufrido desde la conversión al régimen europeo y la implementación de la esclavitud en Brasil. El candomblé y Umbanda también sufren con un prejuicio médico y psíquico, donde rituales de cura son acusados de charlatanismo, y otros ritos son juzgados como síntomas o causas de trastornos psiquiátricos. La evidencia presentada por estudios antropológicos prueban que estos prejuicios no se basan en factores reales, y que estos templos sirven como agencias de servicios de salud popular, que es de suma importancia.
Otra religión que tiene un crecimiento anual, es el evangelismo, que representa el 15% de la población de Salvador. También tiene un porcentaje significativo de espiritistas y ateos. Las religiones más prevalentes entre la población de la capital Bahiana son el catolicismo romano (58,74%); personas sin religión (18,14%); Protestantismo (15,13%) y Espiritismo (2,53%).
El 11 de septiembre de 2019, se aprobó en el pleno del Ayuntamiento un proyecto de ley del concejal Edvaldo Brito (del PSD) que convierte la lengua yoruba en patrimonio cultural inmaterial de Salvador.

### Pobreza y desigualdad social
Además de la desigualdad social, la capital de Bahía también ha sufrido durante mucho tiempo con el turismo sexual el desempleo, la violencia, el mal sistema de salud, el crecimiento desordenado (barrios marginales) y la falta de respeto por el medio ambiente. La ciudad tiene la novena mayor concentración de favelas entre los municipios de Brasil, con más de 270 favelas.
A pesar de ser la capital más rica del Nordeste y una de las primeras de Brasil, algunos indicadores ponen en perspectiva esta riqueza. Como en el resto de Brasil, y especialmente en el Nordeste, existe una gran desigualdad en varios aspectos. El Índice de Desarrollo Humano (IDH) es levemente superior al promedio brasileño, pero puede reducirse a niveles en África o subir a niveles en Europa, según el barrio o región de la ciudad considerada.
La vivienda también es una preocupación en la ciudad. Los datos del IBGE muestran que el 32% de la población (881.572 personas) vive en las llamadas aglomeraciones anormales (favelas). Los datos de la Secretaría Municipal de Infraestructura y Defensa Civil (Sindec) indican que la vivienda irregular se concentra en Suburbia y Miolo y representa el 73% de las 750.000 viviendas. Y algunas de estas casas comparten el paisaje urbano con casas de perfiles diametralmente opuestos.